# Walencja hiszpańska
Walencja hiszpańska  (Valencia hispanica) – gatunek ryby z rodziny walencjowatych.

## Występowanie
Żyje w wodach słodkich i słonawych. Zasiedla zarośnięte, spokojne wody śródziemnomorskich wybrzeży wschodniej Hiszpanii. 

## Opis
Ciało bocznie spłaszczone. Ubarwienie samca jest brązowe z metalicznym połyskiem, brzuch żółtawobiały. Na bokach ciemne smugi, łuski ciemno obrzeżone, nad płetwami piersiowymi za pokrywami skrzelowymi duża ciemna plama.
Osiąga 7–8 cm długości. Okres tarła przypada na miesiące kwiecień – lipiec.

## Ochrona
Gatunek zagrożony wyginięciem z powodu niszczenia jego środowiska.